# GP Andromedae
GP Andromedae är en ensam stjärna belägen i den södra delen av stjärnbilden Andromeda. Den har en genomsnittlig skenbar magnitud av ca 10,7 och kräver ett teleskop för att kunna observeras. Baserat på parallax enligt Gaia Data Release 2 på ca 1,94 mas beräknas den befinna sig på ett avstånd av ca 1 700 ljusår (ca 520 parsec) från solen. Den rör sig bort från solen med en heliocentrisk radialhastighet av ca 55 km/s. Den är en pulserande stjärna, vars ljusstyrka varierar med en amplitud på 0,55 magnitud kring en medelmagnitud på 10,7.

## Observation

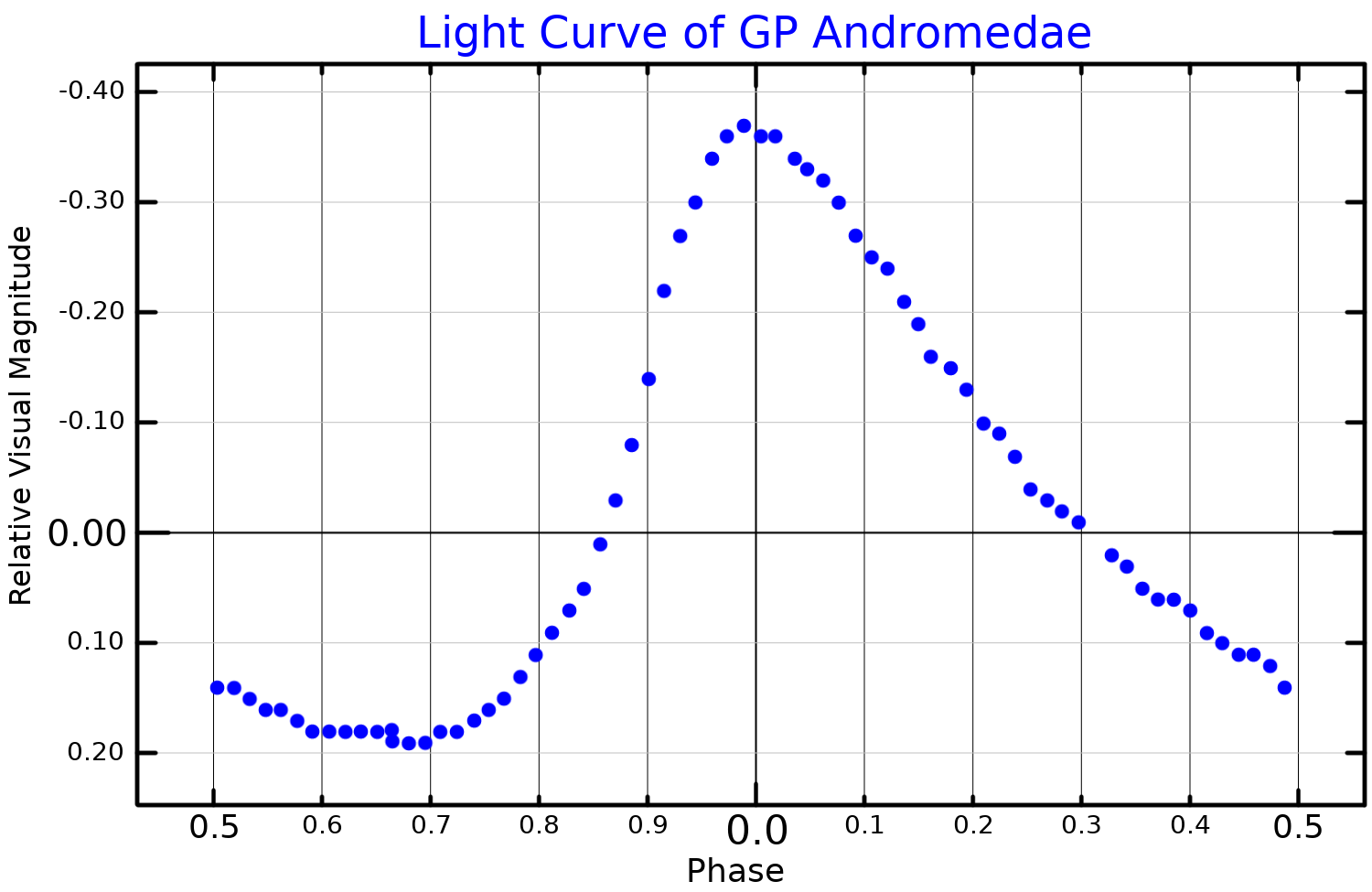
Ljuskurva i visuella bandet för GP Andromedae, visad över en pulseringscykel, anpassad från Szeidl et al.

Den observerade variabiliteten hos GP Andromedae är typisk för en Delta Scuti-variabel. Den är en rent monoperiodisk radiellt pulserande stjärna med en period på 0,0787 dygn. Pulseringsperioden ökar långsamt och kontinuerligt, vilket stämmer överens med förutsägelserna från stjärnutvecklingsmodeller för Delta Scuti-variabler.

## Egenskaper
GP Andromedae är en huvudseriestjärna i population I av spektraltyp A3, vilket placerar den i instabilitetsremsan i Hertzsprung-Russell-diagrammet där Delta Scuti-variablerna ligger. Den har en massa av ca 1,7 solmassa, en radie av ca 1,7 solradie och utsänder energi från dess fotosfär motsvarande ca 9,5 gånger solen vid en effektiv temperatur av ca 7 700 K.
En visuell följeslagare separerad med 11 bågsekunder, med benämningen TYC 1739-1526-2, har en gemensam egenrörelse och har ett liknande avstånd (mätt med parallax) som GP Andromedae. Det finns dock inga bevis för att de två stjärnorna är gravitationsbundna.